# Beach Haven (New Jersey)
Beach Haven ist ein kleiner, sechs Quadratkilometer großer Ort im Ocean County, New Jersey, USA. Das U.S. Census Bureau ermittelte bei der Volkszählung 2020 eine Einwohnerzahl von 1027.
Beach Haven liegt an der Südspitze von Long Beach Island und zählte früher zu den beliebtesten Badeorten an der Küste von New Jersey. Hotels wie das Engleside Hotel zogen wohlhabende Gäste an; die guten Zugverbindungen zu New York und Pennsylvania erlaubte auch weniger begüterte Schichten hier einen Tag am Strand zu verbringen. Beach Haven ist der Ort, an dem sich am 1. Juli 1916 der erste der fünf Haiangriffe an der Küste von New Jersey (1916) ereignete. Der Ort erlitt in der Folge einen schweren wirtschaftlichen Einbruch, da die Menschen daraufhin die Strände an diesem Küstenabschnitt mieden.
Der Beach Haven Historic District wurde am 14. Juli 1983 wegen seiner architektonischen und geschichtlichen Bedeutung als Badeort im 19. Jahrhundert in das National Register of Historic Places aufgenommen, nach Erweiterungen, wie zuletzt am 19. November 2014, umfasst der Beach Haven Historic District 149 Gebäude National Register of Historic Places. (PDF) Abgerufen am 30. Dezember 2020 (englisch).